# 7204 Ondřejov
A 7204 Ondřejov (ideiglenes jelöléssel 1995 GH) a Naprendszer kisbolygóövében található aszteroida. Petr Pravec fedezte fel 1995. április 3-án.